# Culicia hoffmeisteri
Culicia hoffmeisteri är en korallart som beskrevs av Squires 1966. Culicia hoffmeisteri ingår i släktet Culicia och familjen Rhizangiidae.
Artens utbredningsområde är Indiska oceanen. Inga underarter finns listade i Catalogue of Life.